# Đorđe Vojnović
Đorđe Vojnović, též Đuro Vojnović, plným jménem Đuro conte Vojnović užički (26. září 1833 Herceg Novi – 11. září 1895 Zadar), byl rakouský politik srbské národnosti z Dalmácie, v 2. polovině 19. století poslanec Říšské rady a zemský hejtman Dalmácie.

## Biografie
Byl etnickým Srbem, šlechtického původu. Studoval na Vídeňské univerzitě a Padovské univerzitě.
Angažoval se i v politice. Patřil do dalmatské Národní strany, která se hlásila k slovanskému národnímu hnutí, podporovala spolupráci Chorvatů a Srbů a spojení Dalmácie s Chorvatskem a Slavonií. Zastával funkci starosty města Herceg Novi. Od roku 1867 zasedal jako poslanec Dalmatského zemského sněmu. V roce 1877 byl zvolen za předsedu zemského sněmu, tedy za zemského hejtmana, nejvyššího představitele zemské samosprávy Dalmácie. Funkci zastával až do roku 1892. Po rozkolu společné chorvatsko-srbské fronty v rámci Národní strany roku 1873 se připojil k skupině tzv. zemljašů a od roku 1880 se připojil k nově založené Srbské národní straně.
Zasedal rovněž coby poslanec Říšské rady (celostátního parlamentu Předlitavska), kam ho poprvé zvolil Dalmatský zemský sněm roku 1871. Zastupoval kurii venkovských obcí. Složil slib 28. prosince 1871. Do parlamentu se vrátil v roce 1879, nyní v přímých doplňovacích volbách za kurii venkovských obcí, obvod Kotor, Risan, Budva. Slib složil 18. února 1879. V roce 1879 se uvádí jako hrabě Georg Vojnović, předseda zemského sněmu, bytem Zadar. Mandát obhájil i v řádných volbách roku 1879 a volbách roku 1885. Ve volbách roku 1891 už nekandidoval.
V říjnu 1892 byl jmenován za doživotního člena Panské sněmovny (nevolená horní komora Panské sněmovny). Byl mu udělen Řád Františka Josefa.
Zemřel v září 1895.